# ラスト・ディナー
『ラスト・ディナー』はNHK BSプレミアムで、2013年3月9日から同年4月27日まで毎週土曜日23:15 - 23:44（プレミアムよるドラマ枠）に放送されたテレビドラマ。全8話。舞台をレストランに限定した、毎回異なるゲストが登場する1話完結のストーリー。

## 出演者
第1夜「また逢える日」
- ユカ - 田中麗奈
- ヨシオ - 山本耕史

第2夜「最後の言葉」
- 美弥子 - 木村佳乃
- 貴雄 - 長塚京三

第3夜「ヒーロー」
- 男A - 高良健吾
- 宇宙戦士フェイス・ファー - 渡辺いっけい

第4夜「True Heart」
- 風間凛 - ともさかりえ
- 達夫 - 宅間孝行

第5夜「未来の思い出」
- 少年 - 前田旺志郎
- 少女 - 八木瑛美莉

第6夜「エール」
- リエ - 星野真里
- カイト - 高橋一生

第7夜「私が殺した女」
- 綾香 - 賀来千香子
- 美代子 - かたせ梨乃

第8夜「永遠の想い」
- マリコ - 檀れい
- 老紳士 - 橋爪功

第1夜〜第8夜
- レストランのウエイター - 小林正寛
- レストランの専属歌手 - 平原綾香

## 放送日程
| 放送回 | 放送日  | サブタイトル     | 脚本     | 演出     | 劇中歌                                    |
| ------ | ------- | ---------------- | -------- | -------- | ----------------------------------------- |
| 第1夜  | 3月09日 | また逢える日     | 岩松了   | 片岡敬司 | 「Everything」詞：MISIA 曲：松本俊明      |
| 第2夜  | 3月16日 | 最後の言葉       | 大森美香 | 片岡敬司 | 「たしかなこと」詞・曲：小田和正          |
| 第3夜  | 3月23日 | ヒーロー         | 岩井秀人 | 川野秀昭 | 「1001のバイオリン」詞・曲：真島昌利      |
| 第4夜  | 3月30日 | True Heart       | 宅間孝行 | 土井祥平 | 「君がいるだけで」詞・曲：米米CLUB        |
| 第5夜  | 4月06日 | 未来の思い出     | 前田司郎 | 川野秀昭 | 「こいのうた」詞：浜田亜紀子 曲：中島優美 |
| 第6夜  | 4月13日 | エール           | 森脇京子 | 土井祥平 | 「さくら（独唱）」詞・曲：森山直太朗      |
| 第7夜  | 4月20日 | 私が殺した女     | 鎌田敏夫 | 片岡敬司 | 「糸」詞・曲：中島みゆき                  |
| 第8夜  | 4月27日 | 永遠(とわ)の想い | 吉田紀子 | 片岡敬司 | 「朝陽の中で微笑んで」詞・曲：荒井由実    |